# 阪中彰夫
阪中 彰夫（さかなか あきお）は、日本の実業家。

## 略歴

### 野村証券時代（1974年 - 1987年）
支店勤務を経て1977年より公社債部勤務で一貫したディーラー。扱った商品は日本債券、外国債券、日本企業がユーロ市場・スイス市場で発行する転換社債・ワラント債、米国債先物・オプション、日本国債先物・オプション等。
また、1985年には約1年間米国に長期出張し、米国プライマリーディーラー資格の取得、及びシカゴの先物子会社立ち上げに関わった。その時数多くの米国人脈を築いた。

### 外資系証券時代（パリバ証券、UBS証券、ペインウェバー証券各東京支店幹部、1987年 - 1996年）
野村証券時代のノウハウと人脈をもとに、外資系証券で主に国内大手機関投資家、大手事業法人などに内外の債券・及びデリバティブを設計・販売し、巨額の収益をあげる。特に1990年以降はバブルの後遺症に苦しむ国内金融機関や企業に対して大型の案件をまとめる。
最後のペインウェバー証券を退社するのは「最初から外国人と働くのは外資系ノウハウを取得するため」とのこと。

### ソブリンアセットマネジメント時代
ファイナンスをアレンジした企業は、明治機械、ジャパンオークションシステムズ（現：サハダイヤモンド）、ヤマシナ、シルバー精工（倒産）、ヒューネット（現：株式会社RISE）、丸石自転車（倒産）、リキッドオーディオジャパン（上場廃止）、オメガ・プロジェクト（現：ソーシャルエコロジー）、ユニオンホールディングス（倒産）、デザインエクスチェンジ（上場廃止）、京王ズ、サンライズ・テクノロジー（上場廃止）など。
2007年11月に、証券取引等監視委員会の強制捜査を受ける。容疑は2005年5月に行ったペイントハウスの第三者割当の新株予約権の発行で、その行使代金がペイントハウスの資産形成に役だっていないのに、その情報を秘し増資が完了したと言うIRを出して、株価の維持上昇を図ったという偽計取引の疑いで2009年6月に東京地検特捜部に逮捕された。
2010年2月18日、東京地裁は懲役2年6月（執行猶予4年）、追徴金3億0147万7028円の判決を下し、被告人は控訴するも控訴審では原判決を支持、そして2011年3月23日、最高裁は上告を棄却し東京地裁判決が確定に至っている(p399)。

## 人物
元アナウンサーで衆議院議員の石川香織は娘。